# Im Won-hee
Dans ce nom coréen, le nom de famille, Im, précède le nom personnel.
Im Won-hee, (coréen : 임원희), né le 11 octobre 1970 à Séoul, est un acteur sud-coréen. Il est surtout connu pour avoir incarné Crazy Lee dans Crazy Lee, agent secret coréen (2008).
Il est l'un des acteurs secondaires les plus polyvalents dans le cinéma sud-coréen, avec ses rôles notables dans 3 extrêmes (2003) et Le Grand Chef (2007).

## Carrière cinématographique
Im Won-hee commence sa carrière d'acteur en 1998 dans un rôle d'un gangster dans The Happenings réalisé par Jang Jin. Il jouera l'année suivante dans The Spy, un film réalisé par le même réalisateur.
En 2001, il collabore pour la troisième fois avec le réalisateur sud-coréen Jang Jin pour le film d'action Guns & Talks où il joue le rôle d'un prêtre.
Il incarne en 2003 le rôle du ravisseur ayant enlevé un réalisateur et sa femme dans le film d'horreur 3 extrêmes réalisé sous la collaboration des trois réalisateurs Fruit Chan, Takashi Miike et Park Chan-wook suivant le concept de la réalisation du film Trois histoires de l'au-delà. Il joue aux côtés de Kang Hye-jeong, Lee Byung-hun et Yum Jung-ah dans la partie 2 du court-métrage Cut! de Park Chan-wook.
Il rejoint en 2005 de nouveau le réalisateur Ryoo Seung-wan pour qui il a notamment joué dans Die Bad, Dachimawa Lee et No Blood No Tears. Il interprète le rôle de Won-tae en compagnie de Choi Min-sik, Ryoo Seung-bum et Byeon Hee-bong.
En 2007, on le retrouve dans Le Grand Chef avec Kim Kang-woo. Le film est basé sur le manhwa Sikgaek de Huh Young-man. L'année suivante, on le voit dans Crazy Lee, agent secret coréen de Ryoo Seung-wan dans le rôle de Crazy Lee qu'il avait interprété en 2000 dans le court-métrage Dachimawa Lee du même réalisateur.
Il joue en 2012 dans la comédie historique I Am a King qui raconte l'histoire de deux jumeaux, Grand Prince Choong-Nyoung et l'esclave Deok-chil, incarnés par Ju Ji-hoon et qui avait été inspiré par le roman américain The Prince and the Pauper de Mark Twain.
Il apparaît dans le rôle du pompier Kim Chul-soo dans la série télévisée Dating Agency: Cyrano en 2013. Cette série est basée sur la comédie romantique Cyrano Agency réalisé par Kim Hyeon-seok.

## Filmographie

### Cinéma
| Année | Film                                         | Titre original                                | Réalisateur                      | Rôle                         | Observations |  |
| ----- | -------------------------------------------- | --------------------------------------------- | -------------------------------- | ---------------------------- | --- |  |
| 1998  | The Happenings                               | 기막힌 사내들                                 | Jang Jin                         | Gangster                     | |  |
| 1999  | The Spy                                      | 간첩 리철진                                   | Jang Jin                         | Pirate de navigateur 3       | |  |
| 2000  | Die Bad                                      | 죽거나 혹은 나쁘거나                          | Ryoo Seung-wan                   | Détective Lee                | |  |
| 2000  | Dachimawa Lee                                | 다찌마와 LEE                                  | Ryoo Seung-wan                   | Dachimawa Lee                | Court-métrage |  |
| 2000  | Taxi of Terror                               | 공포 택시                                     | Heo Seung-jun                    | Policier                     | |  |
| 2000  | Coming Out                                   | 커밍 아웃                                     | Kim Jee-woon                     | Tuteur                       | Court-métrage |  |
| 2001  | Guns & Talks                                 | 킬러들의 수다                                 | Jang Jin                         | Prêtre                       | |  |
| 2001  | Out of Justice                               | 이것이 법이다                                 | Min Byung-jin                    | Bong Soo-chul                | |  |
| 2002  | No Blood No Tears                            | 피도 눈물도 없이                              | Ryoo Seung-wan                   | Haepari                      | |  |
| 2002  | Fun Movie                                    | 재밌는 영화                                   | Jang Kyu-sung                    | Hwangbo                      | |  |
| 2002  | No Comment                                   | 묻지마 패밀리                                 | Park Kwang-hyun et Lee Hyun-jong |                              | |  |
| 2003  | Silmido                                      | 실미도                                        | Kang Woo-suk                     | Won-hee                      | |  |
| 2003  | Trois extrêmes                               | 쓰리, 몬스터                                  | Park Chan-wook                   | Etranger                     | Court-métrage Cut! Réalisation sous la collaboration de Fruit Chan, Takashi Miike et Park Chan-wook suivant le concept de la réalisation du film Trois histoires de l'au-delà.                                |  |
| 2004  | Lovely Rivals                                | 여선생 vs 여제자                              | Jang Kyu-sung                    | Acteur d'un drama télévisé   | Caméo |  |
| 2005  | Crying Fist                                  | 주먹이 운다                                   | Ryoo Seung-wan                   | Won-tae                      | |  |
| 2007  | Femme Fatale                                 | 죽어도 해피엔딩                               | Kang Kyung-hoon                  | Du-chan                      | |  |
| 2007  | Punch Strike                                 | 펀치 스트라이크                               | Park Young-hoon                  | Kwang-gyun                   | |  |
| 2007  | M                                            | 엠                                            | Lee Myung-se                     | Sung-woo                     | |  |
| 2007  | Le Grand Chef                                | 식객                                          | Jeon Yun-su                      | Bong-joo                     | Adaptation cinématographique du manhwa Sikgaek de Huh Young-man. |  |
| 2008  | Crazy Lee, agent secret coréen               | 다찌마와 리: 악인이여 지옥행 급행열차를 타라! | Ryoo Seung-wan                   | Dachimawa Lee                | Adaptation cinématographique du court-métrage sud-coréen Dachimawa Lee réalisé par Ryoo Seung-wan. |  |
| 2009  | Short! Short! Short! 2009: Show Me the Money | 황금시대                                      | Yoon Seong-ho                    | Im Geyong-eop                | Court-métrage Neo Liberal Man Film regroupant 10 courts-métrages réalisés par Choi Ik-hwan, Nam Da-jeong, Kwon Jong-gwan, Lee Song-hee-il, Kim Eun-Kyung, Yang Hae-hun, Chegy, Yoon Seong-ho et Kim Seong-ho. |  |
| 2010  | Republic of Korea 1% aka Miss Staff Sergeant | 대한민국 1%                                   | Jo Myeong-nam                    | Wang Jong-pal                | |  |
| 2010  | A Barefoot Dream                             | 맨발의 꿈                                     | Kim Tae-gyun                     | Directeur Poong              | Adaptation d'un fait réel d'un footballeur coréen retraité Kim Shin-hwan parti au Timor oriental après son entreprise échoue et crée une équipe de jeunes footballeurs.                                       |  |
| 2010  | The Quiz Show Scandal                        | 퀴즈왕                                        | Jang Jin                         | Lee Jung-sang, l'ivrogne     | |  |
| 2011  | Romantic Heaven                              | 로맨틱 헤븐                                   | Jang Jin                         | Détective Kim                | |  |
| 2011  | Officer of the Year                          | 체포왕                                        | Lim Chan-ik                      | Ph.D Ko                      | |  |
| 2011  | Mr. Idol                                     | Mr. 아이돌                                    | Ra Hee-chan                      | Park Sang-sik                | |  |
| 2012  | I Am the King                                | 나는 왕이로소이다                             | Jang Kyu-sung                    | Hae-goo                      | Adaptation cinématographique du roman américain The Prince and the Pauper de Mark Twain. |  |
| 2013  | Happiness for Sale                           | 미나문방구                                    | Jung Ik-hwan                     | Voleur de pièces de monnaie  | Caméo |  |
| 2013  | Rockin' on Heaven's Door                     | 뜨거운 안녕                                   | Nam Taek-soo                     | Bong-shik                    | |  |
| 2013  | Horror Stories 2                             | 무서운 이야기 2                               | Jung Bum-sik                     | Professeur                   | Court-métrage The Escape Réalisation sous la collaboration de Min Gyoo-dong, Kim Sung-ho, Kim Hwi et Jung Bum-sik suivant le concept de la réalisation du film Horror Stories.                                |  |
| 2013  | My Dear Girl, Jin-Young                      | 사랑해! 진영아                                | Lee Sung-eun                     | Docteur                      | Caméo |  |
| 2015  | Makgeolli Girls                              | 막걸스                                        | Kim Ki-young                     | Jang-ddol                    | |  |
| 2015  | Three Summer Nights                          | 쓰리 썸머 나잇                                | Kim Sang-jin                     | Dal-soo                      | |  |
| 2015  | The Advocate: A Missing Body                 | 성난 변호사                                   | Heo Jong-ho                      | Office manager Park          | |  |
| 2017  | Along With the Gods : Les Deux Mondes        | 신과함께-죄와 벌                              | Kim Yong-hwa                     | Un juge                      | Adaptation cinématographique de la bande-dessinée numérique de Joo Ho-min. |  |
| 2020  | Collectors                                   | 도굴                                          | Park Jeong-bae                   | Sapdari, le maître pelleteur | |  |
| 2024  | Handsome Guys                                | 핸섬가이즈                                    | Nam Dong-hyeop                   | Lee Won-hee                  | |  |

### Télévision
| Année | Série télévisée                 | Titre original             | Rôle           | Chaîne télévisée | Observations                                                                              |
| ----- | ------------------------------- | -------------------------- | -------------- | ---------------- | ----------------------------------------------------------------------------------------- |
| 2006  | Coma                            | 코마                       | Détective Choi | OCN              |                                                                                           |
| 2010  | Legend of the Patriots          | 전우                       | Kim Joon-beom  | KBS              | Remake de la série télévisée sud-coréenne Junwoo de 1975.                                 |
| 2011  | Lethal Move                     | 필살기                     | Jong-man       | KBS2             |                                                                                           |
| 2012  | Salamander Guru and The Shadows | 도롱뇽도사와 그림자 조작단 | Won-sam        | SBS              |                                                                                           |
| 2012  | Syndrome                        | 신드롬                     | Oh Gwang-hee   | JTBC             |                                                                                           |
| 2013  | Dating Agency: Cyrano           | 연애조작단; 시라노         | Kim Chul-soo   | TVN              | Caméo Adaptation télévisuelle du film sud-coréen Cyrano Agency réalisé par Kim Hyun-seok. |
| 2014  | You're All Surrounded           | 너희들은 포위됐다          | Cha Tae-ho     | SBS              |                                                                                           |
| 2016  | Dr. Romantic                    | 낭만닥터 김사부            | Jang Gi-tae    | SBS              |                                                                                           |
| 2017  | Strong Girl Bong-soon           | 힘쎈여자 도봉순            | Baek Tak       | JTBC             |                                                                                           |
| 2020  | Dr. Romantic 2                  | 낭만닥터 김사부 2          | Jang Gi-tae    | SBS TV           |                                                                                           |
| 2022  | Crazy Love                      | 크레이지 러브              | Park Tae-yang  | KBS2             |                                                                                           |